# 불타라!! 로보콘 VS 힘내라!! 로보콘
《불타라!! 로보콘 VS 힘내라!! 로보콘》(燃えろ!!ロボコンVSがんばれ!!ロボコン)은 1999년에 출시된 특촬 비디오 영화. 「불타라!! 로보콘」과 「힘내라!! 로보콘」의 신구 로보콘이 공연한 작품인.